# Acacia trispinosa
Acacia trispinosa é uma espécie de leguminosa do gênero Acacia, pertencente à família Fabaceae.